# Сатоши Јамагучи
Сатоши Јамагучи (јап. 山口 悟; 1. август 1959) јапански је фудбалер.

## Каријера
Током каријере играо је за Мицубиши.

## Репрезентација
За репрезентацију Јапана дебитовао је 1981. године.

## Статистика
| Јапан  | Јапан | Јапан |
| Год.   | Ута.  | Гол.  |
| ------ | ----- | ----- |
| 1981   | 1     | 0     |
| Укупно | 1     | 0     |